# 宇和島坂下津インターチェンジ

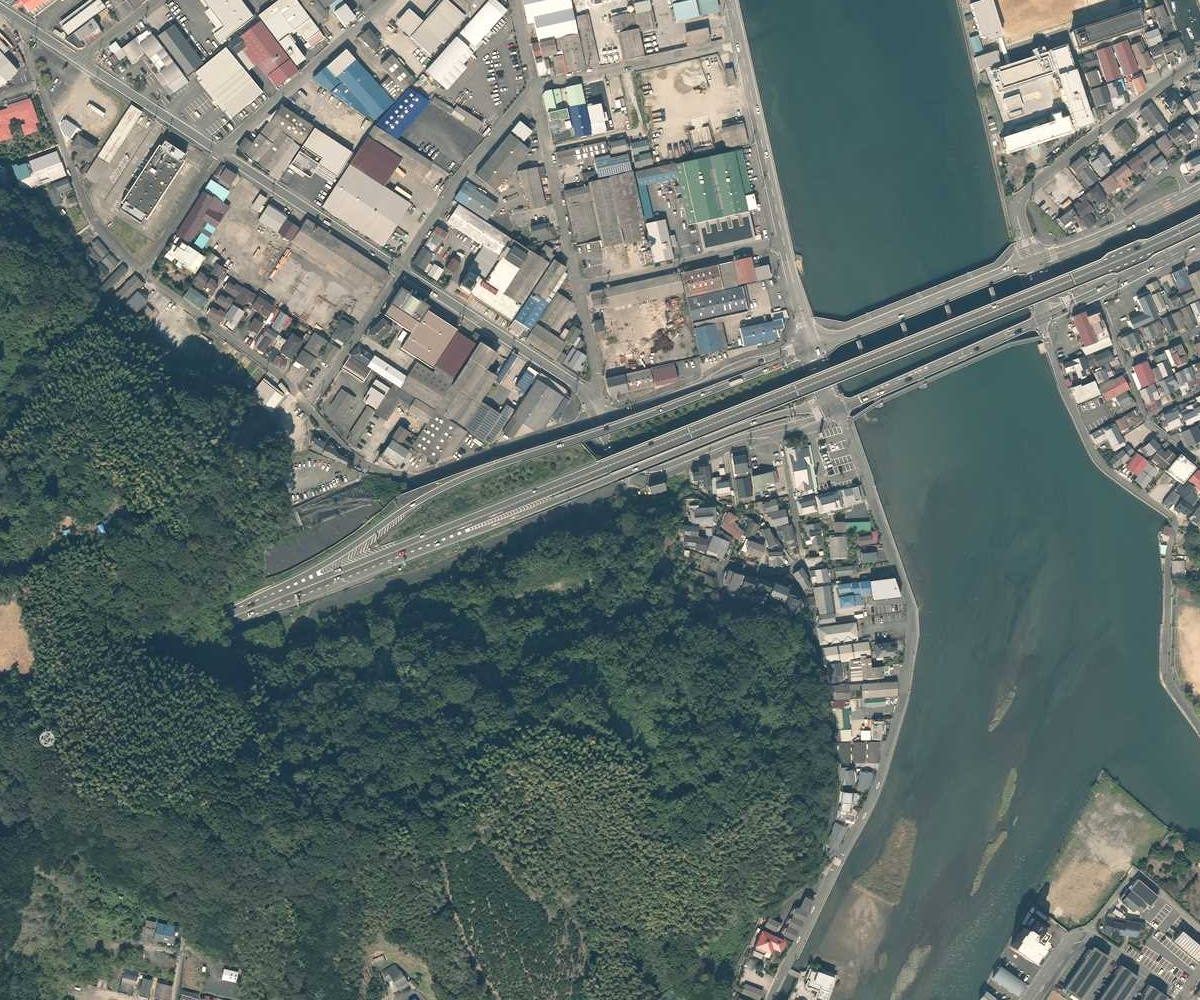

宇和島坂下津インターチェンジ（うわじまさかしづインターチェンジ）は、愛媛県宇和島市坂下津にある、松山自動車道（宇和島道路）のインターチェンジである。

## 概要

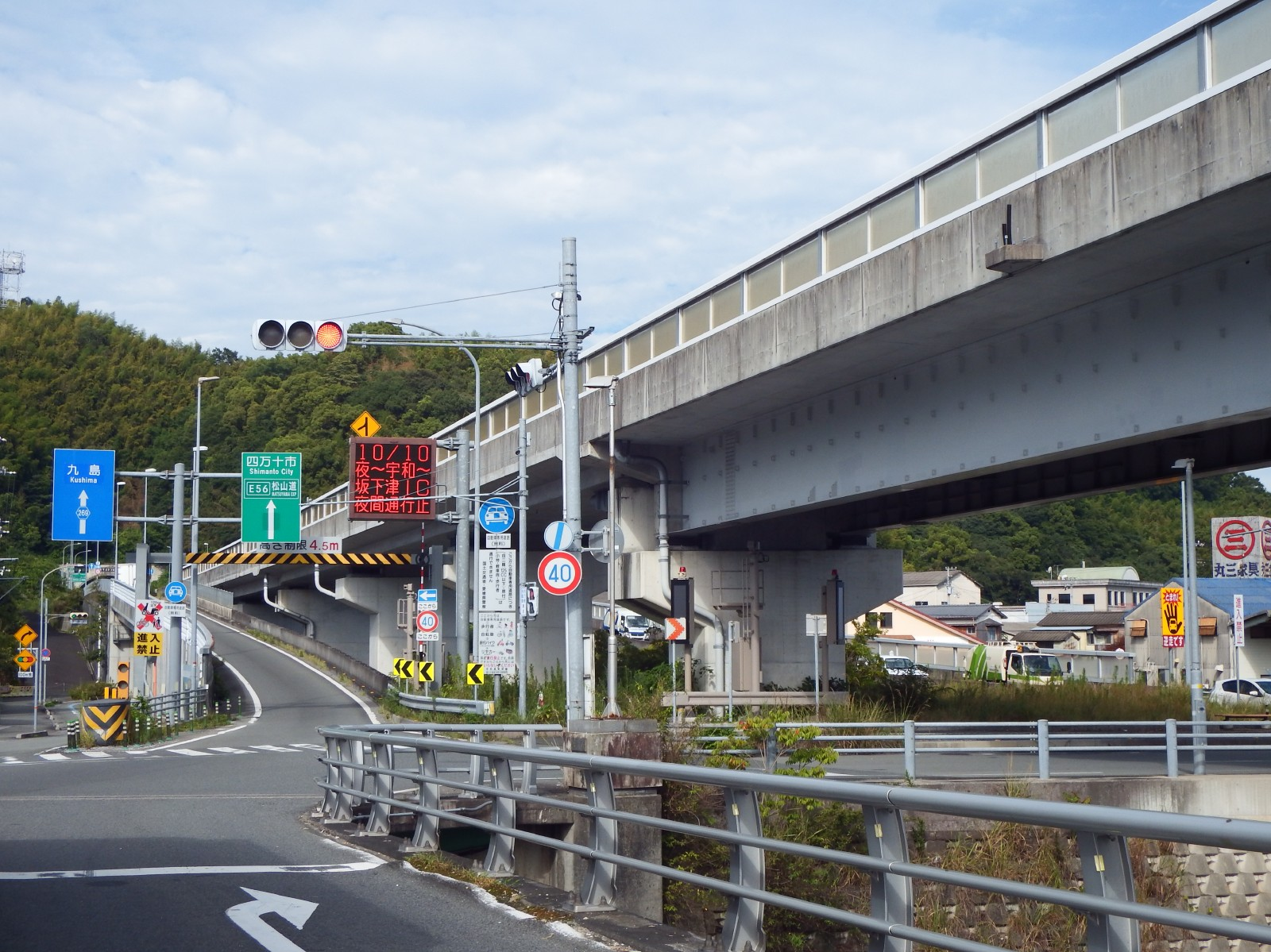
国道56号からの下り流入口

当ICは、津島岩松IC方面出入口のみのハーフインターチェンジであり、同方面から宇和島市街地への最寄りインターチェンジである。
宇和島北IC - 津島岩松IC間は、高速自動車国道に並行する一般国道自動車専用道路であり、通行料金は無料となっている。

## 歴史
- 1984年（昭和59年）
  - 1984年度（昭和59年度） : 宇和島南IC - 宇和島北IC間が事業化[1]。
  - 4月 : 宇和島南IC - 宇和島北IC間の都市計画決定[1]。
- 1985年度（昭和60年度） : 宇和島南IC - 宇和島北IC間の用地買収に着手[1]。
- 1987年度（昭和62年度） : 宇和島南IC - 宇和島北IC間が着工[1]。
- 1998年（平成10年）3月20日 : 宇和島南IC - 宇和島坂下津IC間の開通に伴い供用開始[2]。
- 2005年（平成17年）7月9日 : 宇和島坂下津IC - 宇和島朝日IC間が開通[3]。

## 周辺
- 愛媛県立宇和島水産高等学校
- 愛媛県立宇和島南中等教育学校
- 宇和島市立城南中学校
- 明倫幼稚園
- 宇和島市立城東中学校
- 宇和島新内港駅
- 宇和島市立鶴島小学校
- 天赦園
- 宇和島市総合体育館
- 道の駅 みなとオアシスうわじま きさいや広場
- 愛媛県立宇和島東高等学校
- 宇和島市役所
- 市立宇和島病院
- 城山郷土館
- 宇和島城
- 宇和島消防署

## 接続する道路
- 愛媛県道269号無月宇和島線

## 隣
E56 松山自動車道（宇和島道路）
（25）宇和島朝日IC - （26）宇和島坂下津IC - （27）宇和島別当IC